# 新潟県災害拠点病院
新潟県災害拠点病院（にいがたけんさいがいきょてんびょういん）は、新潟県にある災害時の救急医療の拠点となる災害拠点病院。

## 概要
県内や近県で災害が発生し、通常の医療体制では被災者に対する適切な医療を確保することが困難な状況となった場合に、新潟県知事の要請により傷病者の受け入れや医療救護班の派遣等を行う。

## 拠点病院の条件
- 建物が耐震耐火構造であること。
- 資器材等の備蓄があること。
- 応急収容するために転用できる場所があること。
- 応急用資器材、自家発電機、応急テント等により自己完結できること（外部からの補給が滞っても簡単には病院機能を喪失しないこと）。
- 近接地にヘリポートが確保できること。

## 病院一覧
| 基幹災害拠点病院 | 基幹災害拠点病院                           | 基幹災害拠点病院         | 基幹災害拠点病院 | 基幹災害拠点病院 |
| 三次医療圏       | 病院名                                     | 住所                     | DMAT             | 救命             |
| ---------------- | ------------------------------------------ | ------------------------ | ---------------- | ---------------- |
| 全県             | 新潟大学医歯学総合病院                     | 新潟市中央区旭町通1-754  | ○                | ○                |
| 全県             | 長岡赤十字病院                             | 長岡市千秋2-297-1        | ○                | ○                |
| 地域災害拠点病院 |                                            |                          |                  |                  |
| 二次医療圏       | 病院名                                     | 住所                     | DMAT             | 救命             |
| 下越             | 村上総合病院                               | 村上市緑町5-8-1          | ○                | ×                |
| 下越             | 新潟県立新発田病院                         | 新発田市本町1-2-8        | ○                | ○                |
| 魚沼             | 新潟大学地域医療教育センター・魚沼基幹病院 | 南魚沼市浦佐4132         | ○                | ○                |
| 魚沼             | 新潟県立十日町病院                         | 十日町市高山32-9         | ○                | ×                |
| 県央             | 新潟県済生会三条病院                       | 三条市大野畑6-18         | ○                | ×                |
| 佐渡             | 佐渡総合病院                               | 佐渡市千種161            | ○                | ×                |
| 上越             | 新潟県立中央病院                           | 上越市新南町205          | ○                | ○                |
| 上越             | 糸魚川総合病院                             | 糸魚川市竹ケ花457-1      | ○                | ×                |
| 新潟             | 下越病院                                   | 新潟市秋葉区東金沢1459-1 | ○                | ×                |
| 新潟             | 済生会新潟第二病院                         | 新潟市西区寺地280-7      | ○                | ×                |
| 新潟             | 新潟市民病院                               | 新潟市中央区鐘木463-7    | ○                | ○                |
| 中越             | 柏崎総合医療センター                       | 柏崎市北半田2-11-3       | ○                | ×                |